# Prägraten am Großvenediger
Prägraten am Großvenediger je obec v Rakousku ve spolkové zemi Tyrolsko v okrese Lienz.
Žije zde 1 231 obyvatel (1. 1. 2011).